# Hackelia bella
Hackelia bella là loài thực vật có hoa trong họ Mồ hôi. Loài này được (J.F. Macbr.) I.M. Johnst. mô tả khoa học đầu tiên năm 1923.